# Brachicoma nigra
Brachicoma nigra är en tvåvingeart som beskrevs av Chao och Zhang 1988. Brachicoma nigra ingår i släktet Brachicoma och familjen köttflugor. Inga underarter finns listade i Catalogue of Life.